# Raffaella Aleotti
Raffaella Aleotti (Ferrara, prima del 22 settembre 1575 – dopo il 1640) è stata una compositrice, organista e monaca cristiana italiana.

## Biografia
Raffaella Aleotti, figlia dell'architetto ferrarese Giovan Battista Aleotti e della moglie Giulia, fu battezzata il 22 settembre 1575 nella chiesa di S. Maria in Vado a Ferrara. Iniziò lo studio della musica giovanissima, probabilmente con l'anziano Alessandro Milleville e Ercole Pasquini. Entrò poi nel convento ferrarese di S. Vito, rinomato per l'eccellenza della musica. Alcune notizie sulla famiglia d'origine della Aleotti si ricavano dalla dedicatoria che Giovan Battista scrisse per il libro di madrigali di Vittoria Aleotti, disponibile online.
A proposito di Vittoria, in precedenza ritenuta una delle sorelle più piccole, un gruppo di studiosi ha avanzato l'ipotesi che Raffaella e Vittoria siano state in realtà la stessa persona (che avrebbe mutato nome al momento di prendere gli ordini), poiché nel convento di S. Vito non esistono documenti relativi a Vittoria, mentre Raffaella, badessa del convento, è chiaramente menzionata. Anche il testamento del padre nel 1631 nomina solo Raffaella e non Vittoria; tuttavia questi indizi non hanno ancora avuto conferma definitiva.
Raffaella fu nota come straordinaria organista, ma soprattutto fu la prima donna a pubblicare composizioni di musica sacra. Infatti, nel 1593 furono stampate a Venezia le sue Sacrae cantiones quinque, septem, octo, & decem vocibus decantande… liber primus dall'editore Ricciardo Amadino, dedicate – come i madrigali di Vittoria usciti lo stesso anno – a Ippolito Bentivoglio.
Di lei scrisse Marco Antonio Guarini: «Sì come soura ogn'altra singolarissima, e senza pari è in toccar d'Organo Raffaella Aleotti detta l'Argenta, la quale è anco intendentissima della musica, e di lei si veggono alle stampre pubblicati diuersi motetti, e madrigali riputati molto». Anche quest'ultima affermazione sembrerebbe avallare la tesi dell'identità di Raffaella/Vittoria.
Nel 1637 Giovanni Battista Chinelli detto l'Occhialino le dedicò Il primo libro di motetti a voce sola. Il Padre Lorenzo Agnelli, monaco olivetano, le dedicò il Secondo Libro de Motteti del 1638, rendendo omaggio alla compositrice e «legiadrissima organista», le cui «dolcissime armonie» sono «fabbricate su l'organo ad avvivare i cuori».
Sono conosciuti altri tre mottetti di Raffaella Aleotti: Angelus ad pastores ait; Ascendens Christus in altum; Facta est cum Angelo.
Circa la morte della compositrice, Suzanne G. Cusick afferma che il suo nome si trova citato per l'ultima volta in un documento di S. Vito del 2 agosto 1640, anche se, secondo Gasparo Sardi, era ancora viva nel 1646.